# St.-Liborius-Medaille für Einheit und Frieden
Die St. Liborius-Medaille für Einheit und Frieden wurde im Jahr 1977 vom Erzbischof von Paderborn Johannes Joachim Degenhardt im Vorfeld der ersten direkten Wahlen zum Europäischen Parlament gestiftet.
Die Medaille wird alle fünf Jahre an Persönlichkeiten verliehen, die sich auf christlicher Grundlage um die friedliche Einheit Europas verdient gemacht haben.
Bisherige Preisträger sind:
- Leo Tindemans, ehem. Ministerpräsident des Königreiches Belgien (1977),
- Jan Kardinal Willebrands, ehem. Präsident des Sekretariates für die Einheit der Christen (1982),
- Pierre Pflimlin, ehem. Präsident des Europäischen Parlaments (1986),
- Csilla von Boeselager, Gründerin des Ungarischen Malteser-Caritas-Dienstes (1992),
- Wladyslaw Bartoszewski (1997), Außenminister der Republik Polen
- Helmut Kohl, Bundeskanzler a. D. der Bundesrepublik Deutschland. (1999 - abweichend vom Fünf-Jahres-Rhythmus)
- Otto von Habsburg (2002)
- Jean-Claude Juncker (2007)